# Neobisium dinaricum
Neobisium dinaricum är en spindeldjursart som beskrevs av Hadzi 1933. Neobisium dinaricum ingår i släktet Neobisium och familjen helplåtklokrypare.

## Underarter
Arten delas in i följande underarter:
- N. d. caligatum
- N. d. dinaricum
- N. d. tartareum